# MS Monarch
El MS Monarch (construido como el Monarch of the Seas) fue el segundo de tres cruceros de la Clase Sovereign propiedad de la sociedad estadounidense Royal Caribbean Cruises Ltd.
Desde el 1 de abril de 2013, el  Monarch es operado por la marca española de RCCL, Pullmantur Cruises. Fue construido en 1991 en los astilleros Chantiers de l' Atlantique en Saint-Nazaire, Francia.
Con un arqueo bruto de 73.941, el Monarch fue uno de los mayores cruceros del mundo en el momento de su finalización. Puede transportar hasta 2.744 pasajeros.
El Monarch contaba con un patio de baloncesto al aire libre, dos canchas de shuffleboard,.  Incluía un atrio de 7 plantas con escalera de mármol, rodeado de boutiques, tiendas y salones. También había dos piscinas de tamaño completo de agua salada. Fue renovado en mayo de 2003 para agregar la pared de escalada en roca. Algunos locales eran: Ben & Jerry's Ice Cream y Seattle's Best Coffee, un bar latino, discoteca, restaurante de fusión asiática y centro de conferencias. También se ampliaron el centro de fitness, spa y zona infantil. Antes de ser retirado de la flota de Royal Caribbean International, el Monarch navegó 3 y 4 cruceros de la noche a las Bahamas de Puerto Cañaveral, Florida.
En 2007, el  Monarch se convirtió en el primer barco de cruceros más importantes del mundo para ser capitaneado por una mujer, la sueca Karin Stahre Janson, quien seguiría siendo la única hasta el 2010, cuando la capitana británica Sarah Breton se hizo cargo del MS Artemis de P&O Cruises.
El 1 de abril de 2013,  el Monarch fue transferido de Royal Caribbean International a Pullmantur Cruises de España para unirse a su gemelo el MS Sovereign. Monarch navegará todo el año en el Caribe Sur de Pullmantur a partir del 27 de abril de 2013.
En 2020, en medio de la pandemia de COVID-19, Monarch y MS Sovereign fueron puestos en "reserva en frío" y Pullmantur Cruises solicitó una reorganización financiera. Según los informes, los interiores de los barcos fueron despojados de "todo lo que tenía valor". Pullmantur Cruises anunció que MS Monarch, MS Sovereign y MS Horizon se venderían a martillos para desguazar en Aliağa, Turquía. Fue varada el 22 de julio de 2020 y el desguace comenzó el 5 de abril de 2021 con la retirada del gabinete del piloto, esperando ser terminada antes del 2022.

## Construcción
En diciembre de 1990 un grave incendio estalló a bordo del Monarch of the Seas. 
En ese momento el barco se estaba terminando, el casco se acabó y sólo una parte de las mejoras que deben terminados. El sistema especial contra el fuego todavía no era operativo y el fuego, debido a un accidente de soldadura, hizo estragos en el barco.
Todos los bomberos de la región estuvieron involucrados, pero se requirieron varias horas para extinguir el fuego. 
Al día siguiente, la conclusión era clara: más de un tercio de las instalaciones de la nave estaba destruido. Chantiers de l'Atlantique tenía entonces dos opciones: o bien vender el buque para desguace o repararlo. Se eligió la segunda solución. Por lo tanto, el astillero comenzó una carrera contrarreloj: cortar toda la parte frontal y reemplazarla por una nueva.
El tercer barco, el Majesty of the Seas, tiene más de 20 años. Durante el corte de la parte delantera del Monarch, se prepararon las primeras piezas del Majesty. Estas piezas se utilizaron luego para reparar el Monarch, ya que era barcos idénticos. Durante este período, Chantiers de l'Atlantique trabajó día y noche para ponerse al día.
Así, el Monarch of the Seas fue entregado con 8 meses de retraso. El Majesty of the Seas por su parte fue entregada a tiempo.

## Clase Sovereign
Sovereign of the Seas
- Número de casco: A 29
- Entrega: 1988

Monarch of the Seas
- Número de casco: 30
- Entrega: 1991

Majesty of the Seas
- Número de casco: B 30
- Entrega: 1992

## Galería

### Monarch of the Seas

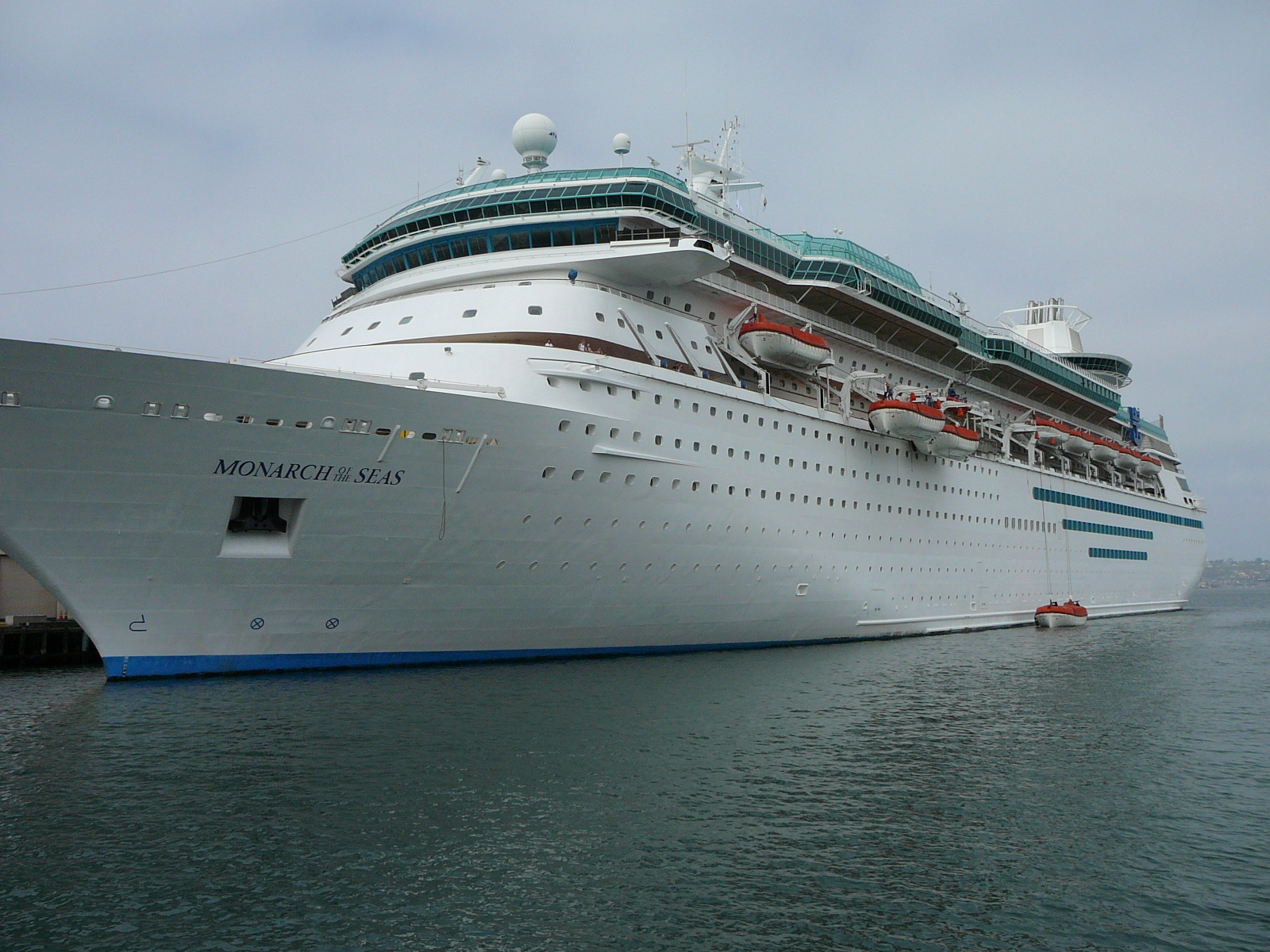
Docked at San Diego, California
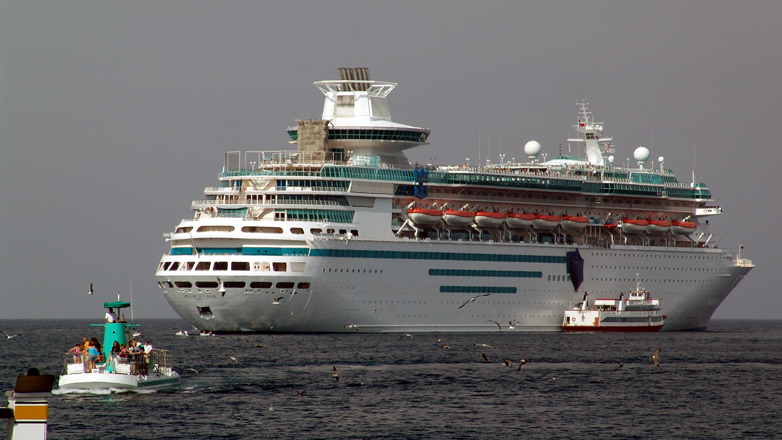
Anchored off Avalon, Catalina Island.
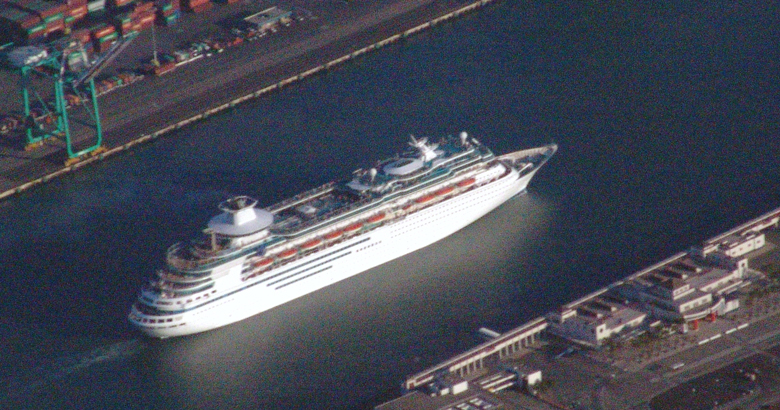
Departing Los Angeles and navigates to sea.